# Послание к Лаодикийцам
Послание к Лаодикийцам — гипотетический текст, о существовании которого известно из канонического послания к Колоссянам, написанного апостолом Павлом.

Когда это послание прочитано будет у вас, то распорядитесь, чтобы оно было прочитано и в Лаодикийской церкви; а то, которое из Лаодикии, прочитайте и вы.
— Кол. 4:16

## Текст Маркиона
Согласно канону Муратори среди книг, использовавшихся богословом и ерисиархом Маркионом, было и послание к Лаодикийцам, которое затем (наряду с посланием к Александрийцам) было отвергнуто. Автор "Толковой Библии Лопухина и преемников", ссылаясь на Тертуллиана, утверждает, что под этим названием Маркион использовал Послание к Ефесянам.

## Латинский текст
Среди текстов, претендующих на именование послания к Лаодикийцам, наиболее известен небольшой текст на латыни, включённый в некоторые кодексы Вульгаты. На языке Павла — греческом — этот текст неизвестен, в версиях Библии на восточных языках он также отсутствует.
Сам переводчик Вульгаты, Иероним Стридонский, в IV веке писал, что этот текст «отвергается всеми». Тем не менее, известно несколько десятков списков Вульгаты с VI по XII век, где данное послание присутствует: F (Фульдский кодекс), M, Q, B, D, C и Lambda. Послание содержится в раннем английском переводе Джона Уиклифа. Текст окончательно был отвергнут Римской церковью только на Флорентийском соборе в XV веке.
В этом произведении не содержится идей, которые отсутствуют в посланиях апостола Павла, поэтому наличие или отсутствие текста в каноне не имеет догматического значения. Архиепископ Иннокентий (Борисов) в «Жизни святого апостола Павла» (1828) характеризует текст так: «Послание к Лаодикийцам состоит из двадцати стихов — так ленив был его сочинитель, несмотря на всю свою охоту писать за других! И эти двадцать стихов суть не что иное, как буквальные выборки из других Павловых посланий, так что нельзя отыскать произведения, которое было бы по своему содержанию более незначительно, чем это Послание. Блаженный Иероним знал его и почитал подложным». М. Р. Джеймс резюмировал: «Трудно представить себе более слабый центон, составленный из фраз Павла». По-видимому, неизвестный автор псевдоэпиграфа не стремился, используя имя Павла, пропагандировать что бы то ни было этим бессодержательным текстом, а просто хотел заполнить лакуну в Новом завете, на мысль о которой его навело упоминание некого связанного с Лаодикией письма в послании к Колоссянам.

## Текст Якова Лорбера
В 1844 году австрийский мистик Яков Лорбер опубликовал текст, названный им «Послание апостола Павла к Лаодикийцам». Автор утверждал, что оно продиктовано «внутренним голосом».

## Вопрос о существовании
Некоторые экзегеты полагают, что предположение о существовании «Послания к Лаодикийцам» возникло по недоразумению, так как в тексте Послания к Колоссянам стоит иной предлог: «из Лаодикии (εκ Λαοδικειας)». Таким образом, упомянутое послание является либо посланием Лаодикийцев к Апостолу Павлу, либо посланием Апостола Павла, написанного из Лаодикии к жителям другого города.